# Ádám Varga
Ádám Varga (20 de novembro de 1999) é um canoísta húngaro, medalhista olímpico.

## Carreira
Varga conquistou a medalha de prata nos Jogos Olímpicos de Verão de 2020 em Tóquio na prova de K-1 1000 m masculino com o tempo de 3:22.431 minutos. Nos Jogos Olímpicos de Verão de 2024, em Paris, conquistou a medalha de prata na competição do K-1 1000 m masculino, com o tempo de 3:24.76 minutos na final.